# هيرلي ماكنير
هيرلي ماكنير (بالإنجليزية: Hurley McNair)‏ هو لاعب كرة قاعدة أمريكي، ولد في 28 أكتوبر 1888 في مارشال في الولايات المتحدة، وتوفي في 2 ديسمبر 1948 في كانساس سيتي في الولايات المتحدة.